# Ришар Бретонский
Ришар Бретонский (ок. 1396 — 2 июня 1438) — граф Бенона, Этампа и Манта. Восьмой ребёнок и младший сын герцога Бретани Жана V от его третьей жены Жанны Наваррской.

## Семья

### Родственные связи
Его отец был прапраправнуком Пьера I, герцога Бретани, который в свою очередь был правнуком короля Франции Людовика VI. Это делает Ришара членом дома Капетингов. Он также был прапраправнуком короля Англии Генриха III через свою прапрабабушку Беатрису Английскую. это означало политические и супружеские союзы между королями Англии и герцогским домом Бретани.
У Ришара было много запутанных родственных связей с французскими и английскими королями.
Его мать Жанна вышла замуж за короля Англии Генриха IV и стала королевой Англии. Сводный брат Ришара, сын и преемник Генриха IV, король Англии Генрих V предъявил права французский престол и возобновил Столетнюю войну. Он женился на двоюродной сестре жены Ришара по отцовской линии — Екатерине Валуа. Его неродной племянник, король Англии Генрих VI наследовал своему дедушке и дяде жены Ришара, Карлу VI на французском троне; он был соперником дофина Карла. По совпадению, жена Генриха Маргарита Анжуйская, была падчерицей Жанны де Лаваль, которая была внучкой брата Ришара, Жана VI, герцога Бретани. Ришар был также отдалённо связан с домом Куртене, которые также вели начало от Людовика VI через его младшего сына, Пьера I де Куртене.

### Брак и дети
В 1423 году он женился на Маргарите Орлеанской, дочери Людовика, герцога Орлеанского (брата французского короля Карла VI) и Валентины Висконти, дочери Джана Галеаццо Висконти, герцога Миланского, и его первой жены Изабеллы Валуа.
Маргарита была его троюродной сестрой, поскольку у них был общий прадед, король Франции Иоанн II. Она также принадлежала к младшей ветви дома Валуа, который в свою очередь являлся младшей ветвью дома Капетингов, членом которого по отцовской линии был и Ришар. Это сделало их дальними родственниками благодаря их общей родословной от короля Людовика VI.
Невеста получила графство Вертю в качестве приданого, таким образом Ришар стал графом Вертю по праву супруги. У них было семеро детей, из которых двое, Франциск и Екатерина, оставили потомство. У Ришара также была дочь от любовницы.

## Граф д’Этамп
После своего брака в 1423 году Ричард стал графом де Вертю-ан-Шампань и де Бенон. Он также стал бароном де Клиссон, сеньором де Куртене, де Пифонд, де Гудан и де Эпен-Годен в 1423 году и шато-де-Ренак и де Буа-Рауль близ Редона в 1424 году.
Ришар был графом д’Этамп по праву своей жены. Она унаследовала графство от своего отца; король Франции Карл VII формально предоставил её право владения. Однако их претензии были оспорены Филиппом Добрым, герцогом Бургундским. Предположительно, Филипп стремился отомстить за смерть отца, подрывая правление Карла VII. Скорее всего, Карл был ответственен за убийство предыдущего герцога в 1419 году. Филипп оккупировал графство д’Этамп и правил им до 1434 года, после чего передал его своему двоюродному брату Жану II, графу Неверскому. Тем не менее, графство было возвращено Ришару в сентябре 1435 года.
Ришар умер 2 июня 1438 года.

### Вопрос наследования
Два старших брата Ришара унаследовали от их отца, Жана IV, титул герцога Бретани. Ришар умер раньше оставшихся претендентов на титул отца, за исключением своего единственного законного сына Франциска II. В результате Франциск II наследовал своему отцу как граф Этампа, а его дядя Артур III унаследовал титул герцога Бретани.
Его дочь Екатерина вышла замуж за принца Гильома II Оранского в 1438 году.